# Prasophyllum candidum
Prasophyllum candidum är en orkidéart som beskrevs av Robert J. Bates och David Lloyd Jones. Prasophyllum candidum ingår i släktet Prasophyllum och familjen orkidéer. Inga underarter finns listade i Catalogue of Life.